# Teodor III de Rússia
Teodor III de Rússia (rus: Фёдор III Алексеевич)  (Moscou, 9 de juny de 1661 - Moscou, 7 de maig de 1682) va ser tsar de Rússia. Durant el seu curt regnat (1672-1682) la influència cultural polonesa al Kremlin va arribar al punt àlgid.

## Biografia
Era fill dels tsars Aleix I i Maria Miloslàvskaia. El 1676, als 15 anys, va succeir el seu pare al tron perquè era el fill viu de més edat. Estava dotat d'un intel·lecte fi i una noble disposició. Va rebre una educació excel·lent per part de Simeó Polotsky, un monjo eslau molt ben il·lustrat. Sabia polonès i, fins i tot, coneixia el llatí, però desfigurat per una paràlisi a la meitat del cos a causa d'una misteriosa malaltia (és probable que fos escorbut), va quedar invàlid.
El 28 de juliol de 1680 va contraure matrimoni amb un aristòcrata ucraïnesa, Agatha Gruszewska, i va assumir el tron. Va ser fundador de l'acadèmia de ciències al monestir Zaikonospassky, on tot allò que no estava expressament prohibit per l'Església Ortodoxa, incloses les llengües eslaves, el grec, el llatí i el polonès, van ser tractades per erudits competents.
La principal diferència entre les reformes impulsades per Teodor III i les impulsades per Pere I, va ser que mentre les reformes del primer estaven enfocades al benefici de l'església, les de Pere I estaven enfocades a l'estat. El 1678 va tenir lloc un cens de les llars. La reforma més notable de Feodor III, feta a proposta de Vasili Galitzine, va implicar l'abolició el 1682 del sistema de Méstnitxestvo, o  "lloc de prioritat", que havia paralitzat tota l'administració civil i militar del Moscòvia durant generacions. A partir d'ara, tots els nomenaments als serveis civils i militars s'havien de determinar pel mèrit i per la voluntat del sobirà, mentre que els llibres de genealogia (noblesa) s'havien de destruir.
La primera consort de Fiódor, Agaphia Simeonovna Grushevskaya, va compartir les seves opinions progressistes. Va ser la primera a defensar l'afaitar la barba.
Teodor va morir sense descendència el 7 de maig de 1682. La notícia de la seva mort va motivar la Insurrecció de Moscou de 1682.